# Nova Șipka, Varna
Nova Șipka (în bulgară Нова Шипка) este un sat în comuna Dolni Ciflik, regiunea Varna,  Bulgaria. 

## Demografie
Componența etnică a satului Nova Șipka
     Bulgari (83,72%)
     Turci (2,71%)
     Romi (6,58%)
     Nicio identificare (6,97%)
La recensământul din 2011, populația satului Nova Șipka era de 258 locuitori. Din punct de vedere etnic, majoritatea locuitorilor (83,72%) erau bulgari, existând și minorități de romi (6,58%) și turci (2,71%). Pentru 6,97% din locuitori nu este cunoscută apartenența etnică.